# Michael Muller (fotograf)
Michael Muller (ur. 1970) – amerykański fotograf wykonujący zdjęcia celebrytów i parający się fotografią reklamową.
Stworzył portrety wielu aktorów, wykonawców muzycznych oraz artystów takich jak: Joaquin Phoenix, Robert Downey Jr., Shepard Fairey, Hugh Jackman, i Alec Baldwin. Pracował przy sesjach zdjęciowych oraz brał udział w tworzeniu plakatów promujących wiele filmów w Hollywood m.in. ''Iron Man'' i ''X-Men Origins: Wolverine''. Muller jest znany również ze swoich podwodnych, bliskich ujęć życia rekinów. Zdjęcia ukazały się na Travel Channel i w talk show NBC Last Call With Carson Daly. Prace zostały również opublikowane w magazynach takich jak Entertainment Weekly.

## Życiorys
Michael urodził się w Kalifornii, ale część swojego dzieciństwa spędził  w Arabii Saudyjskiej, gdzie pracował jego ojciec. Jego rodzina podróżowała po wielu krajach, co w późniejszym czasie stało się jego inspiracją do robienia zdjęć. Fotografia była również pasją jego ojca.
Jako nastolatek Michael spędził kilka lat w północnej Kalifornii, gdzie zaangażował się w snowboarding. Taką tematykę miały też jego pierwsze opublikowane. Następne pięć lat spędził na fotografowaniu profesjonalnych snowboarderów.
Ostatecznie Michael wrócił do Los Angeles, gdzie zaczął eksperymentować z portretami. Do tej pory jego prace ukazały się w magazynach, na okładkach albumów muzycznych (np. Unapologetic Rihanny), w dodatkowych kampaniach marketingowych, artykułach modowych oraz na licznych wystawach.
„Traktuję każdego z takim samym szacunkiem”, powiedział Michael o uczestnikach swoich projektów. „Nie zmieniam swojego nastawienia tylko dlatego, że ktoś jest sławny. Doceniam ich talent, ale traktuję ich jak rzeczywiste osoby. Wszyscy oddychamy tym samym powietrzem i ogrzewa nas to samo Słońce, więc zacznijmy współpracę i stwórzmy wspaniały projekt razem!”.
Michael jest również współzałożycielem Kids Clicking Kids wraz z Jennifer Howell. Jest to program, którym zarządza Art of Elysium uczący poważnie chore dzieci fotografii. Muller współpracuje także z Organizacją Narodów Zjednoczonych oraz bierze udział w kampanii Nothing but Nets, aby zwiększyć świadomość ludzi oraz zebrać fundusze potrzebne na walkę z malarią w Afryce.